# Grb Kazahstana
Grb Kazahstana postoji od raspada Sovjetskog saveza 26. prosinca 1991. godine. Grb je kružnog oblika, a korištene su plava i žuta boja. Plava predstavlja boju neba, a žuta je simbol zemljoradnje koja je cvjetala u sovjetsko vrijeme. Na ivicima grba su dva krilata jednoroga. Na vrhu grba nalazi se zvijezda koja simbolizira povezanost Kazahstana sa socijalizmom. Na donjem dijelu je moto, ujedno i ime države, "ҚA3AҚCTAH". Na sredini je šangrak, kruna kazahstanskih jurti. Šangrak simbolizira bogatstvo tradicije i nadu u bolju budućnost.

## Također pogledajte
- Zastava Kazahstana